# Christian Ertel (Rettungsschwimmer)
Christian Ertel (* 18. September 1990 in Stralsund) ist ein deutscher Rettungsschwimmer bei der DLRG und im A-Kader der Nationalmannschaft des DOSB.

## Werdegang
Christian Ertel ist Mitglied des DLRG-Stralsund und widmete sich dort dem Rettungsschwimmen. Er studierte an der TU Berlin im Fach Technischer Umweltschutz und konnte dort seinen Sport weiterbetreiben, da die TU-Berlin eine „Zentraleinrichtung Hochschulsport“ und ein Olympiastützpunkt des DOSB ist. Im Laufe seiner Karriere wurde er mehrfacher Deutscher Meister, Europa- und Weltmeister und hält mehrere nationale Rekorde in Einzel- und Teamdisziplinen.

## Erfolge
| Titel                             | Disziplin                                      |
| --------------------------------- | ---------------------------------------------- |
| Weltmeister 2010                  | 100 Manikin Carry with Fins                    |
| Deutscher Meister 2010            | Staffel (Stralsund)                            |
| Pokalsieger 2010                  | Gesamtwertung Internationaler Deutschlandpokal |
| Europameister 2011                | 100 Manikin Carry with Fins                    |
| Deutscher Meister 2011            | Staffel (Stralsund)                            |
| Vizeweltmeister 2012              | 100 Rescue Medley                              |
| Deutscher Meister 2012            | Staffel (Stralsund)                            |
| Gold bei den World Games 2013     | 4 × 25-m-Puppenstaffel                         |
| Gold bei den World Games 2013     | 4 × 50-m-Hindernisstaffel                      |
| Silber bei den World Games 2013   | gemischte Rettungsstaffel über 4 × 50 m        |
| Weltmeister 2014                  | 4 × 50 m Obstacle Relay                        |
| Weltmeister 2014                  | 4 × 25 m Manikin Relay                         |
| Bronze der Weltmeisterschaft 2014 | 4 × 50 m Medley Relay                          |
| Deutscher Meister 2014            | Team der DLRG Stralsund                        |
| 3-facher Europameister 2015       | Staffeldisziplinen                             |
| Europameister 2015                | Einzeldisziplin                                |
| Gold bei den World Games 2017     | 4 × 25-m-Puppenstaffel                         |

## Auszeichnungen
Für diese Leistung erhielt Christian Ertel zweimal das Silberne Lorbeerblatt. Das erste Mal am 23. Oktober 2013 durch den Bundespräsidenten Joachim Gauck und am 13. Oktober 2017 von Bundespräsident Frank-Walter Steinmeier.